# Fort Worth Classic
Le Fort Worth Classic était un match d'après saison régulière de football américain de niveau universitaire. Il n'y eut qu'une seule édition de cet évènement lequel se déroula le 1er janvier 1921 à Fort Worth au Texas.
Le match mit en présence les Colonels de Centre College (également surnommés les Praying Colonels) aux Horned Frogs de Texas Christian University.
Les Centre College Praying Colonels, coachés par Charley Moran, avaient terminé la saison régulière sur un bilan de 7 victoires pour 2 défaites (victoires, entre autres, contre Kentucky et Virginia Tech et défaites, entre autres, contre Harvard (8 victoires et 1 nul) et Georgia Tech (8 victoires pour 1 défaite). Center avait surclassé ses adversaires lors de cette saison (469 yards pour, 55 contre), gagnant ses trois premiers matchs sur un score cumulé de 241 points à rien.
TCU affichait un bilan parfait de 9 victoires sans défaite (victoires, entre autres, contre Arkansas 19 à 2 et contre Baylor 21 à 9), avec 163 yards pour et 46 yards contre.
Centre remporte le bowl haut la main. Le score final est incertain puisque des sources prétendent que Center a gagné 67 à 7,  tandis que d'autres sources indiquent un score de 77 à 7.
Ce bowl n'est pas à confondre avec le Fort Worth Bowl moderne actuellement dénommé le Bell Helicopter Armed Forces. 

## Palmarès
| Date             | Vainqueur                       | Vainqueur | Perdant                    | Perdant | Assistance | Conférences               |
| ---------------- | ------------------------------- | --------- | -------------------------- | ------- | ---------- | ------------------------- |
| 1er janvier 1921 | Centre College Praying Colonels | 63        | Texas Christian University | 7       | 9 000      | Independent - Independent |